# Dalcerina tijucana
Dalcerina tijucana är en fjärilsart som beskrevs av William Schaus 1892. Dalcerina tijucana ingår i släktet Dalcerina och familjen Dalceridae. Inga underarter finns listade i Catalogue of Life.